# Halymeniaceae
Halymeniaceae, porodica crvenih algi, dio reda Halymeniales. Postoji 228 priznatih vrsta u 30 rodova.

## Opis
Talus je uspravan ili polegnut, jednostavan do bogato razgranat, lopatičast i lisnat ili okrugao. Struktura višeosna, s filamentoznom medulom i pseudoparenhimatoznim korteksom te s brojnim sekundarnim jamičastim vezama u meduli. Jamičasti čepovi s graničnom membranom na obje površine. Karpogonijalne grane 2-4-ćelijske, prema van usmjerene. Postfertilizacijski spojni filamenti koji nastaju izravno iz karpogonija, razgranati, septirani. Pomoćne stanice na zasebnom sustavu kortikalnih grana. Gonimoblasti pojedinačni, usmjereni prema van. Karposporofit višerežnjevit, većina stanica tvori karposporangije. Tetrasporangije križno razdijeljene. Povijest života trofazna, s izomorfnim gametofitima i tetrasporofitima.

## Rodovi
1. Acrodiscus Zanardini	1
2. Aeodes J.Agardh	2
3. Amalthea D'Archino & W.A.Nelson	2
4. Blastophye J.Agardh	1
5. Carpopeltis F.Schmitz	8
6. Codiophyllum J.E.Gray	3
7. Corynomorpha J.Agardh	2
8. Cryptonemia J.Agardh	50
9. Felicinia Manghisi, Le Gall, Ribera, Gargiulo & M.Morabito	2
10. Galene D'Archino & Zuccarello	5
11. Gelinaria Sonder	1
12. Glaphyrosiphon Hommersand & Leister	4
13. Grateloupiocolax Schnetter & Bula-Meyer	1
14. Halymenia C.Agardh	74
15. Howella C.W.Schneider, Popolizio, L.G.Kraft & G.W.Saunders	3
16. Hymenophlaea J.Agardh	1
17. Isabbottia Balakrishnan	1
18. Neoabbottiella Perestenko	2
19. Neofolia S.-M.Lin, Rodríguez-Prieto, De Clerck & Huisman	1
20. Nesoia H.W.Lee & M.S.Kim	5
21. Norrissia Balakrishnan	1
22. Pachymenia J.Agardh	12
23. Phyllymenia J.Agardh	9
24. Polyopes J.Agardh	11
25. Prionitis J.Agardh	18
26. Ramirezia M.S.Calderon, G.H.Boo, A. Mansilla & S.M.Boo	1
27. Spongophloea Huisman, De Clerck, Prud'homme & Borowitzka	3
28. Thamnoclonium Kützing	1
29. Zanardinula De Toni2
30. Zymurgia J.A.Lewis & Kraft	1